# Palazzolo Acreide

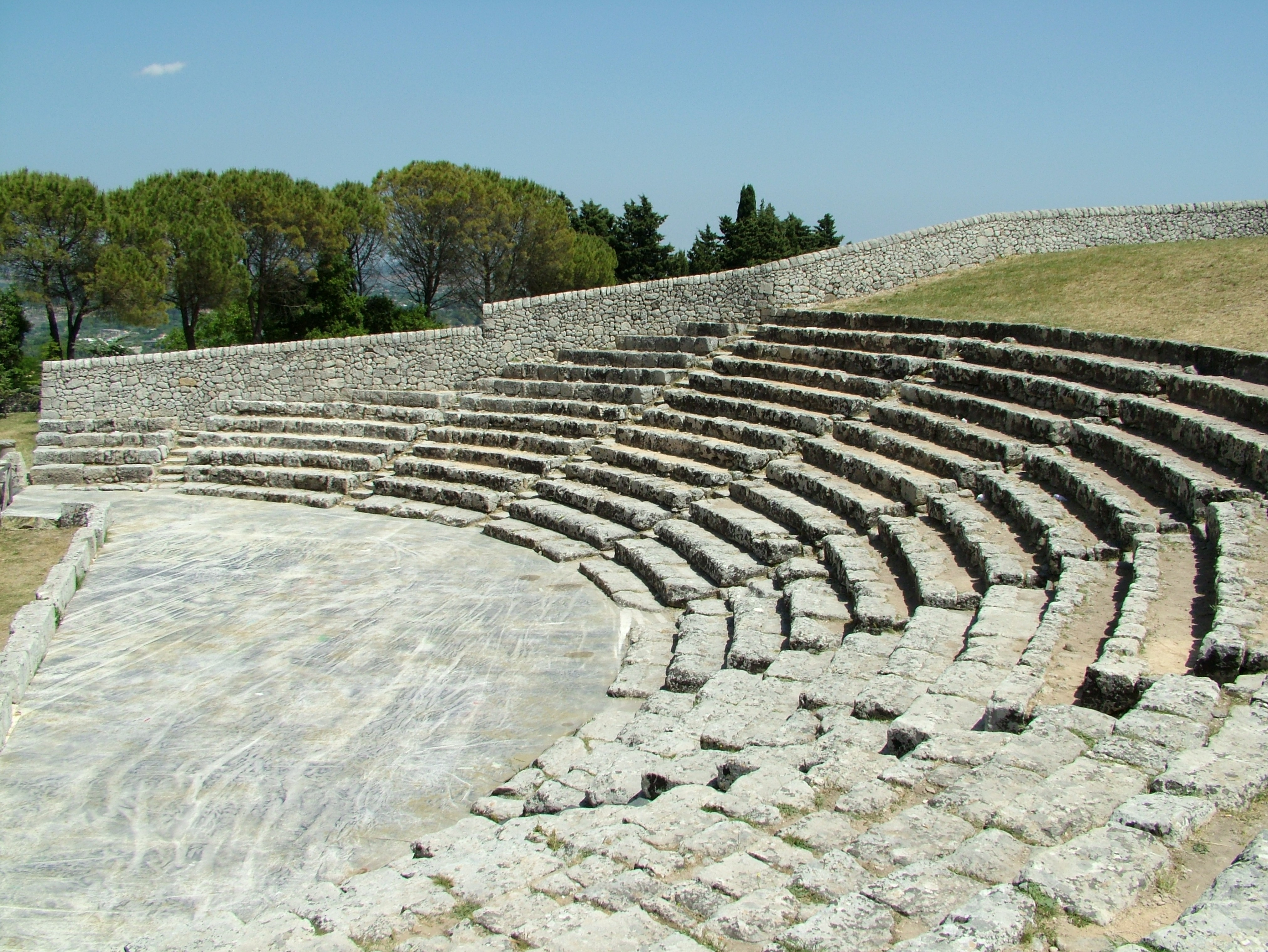
Teatro griego de Acras

Palazzolo Acreide es un municipio italiano situado en el libre consorcio municipal de Siracusa, en Sicilia. Tiene una población estimada, a fines de noviembre de 2022, de 8127 habitantes.
Está ubicado a 43 km de la ciudad de Siracusa, en los montes Ibleos. 

## Historia
La zona alrededor de Palazzolo Acreide ha sido habitada desde tiempos muy antiguos. En los siglos XI-X a. C. los sículos vivieron aquí en pequeños poblados. El actual municipio ocupa el sitio de la antigua Acras (en latín, Acrae), fundada por Siracusa alrededor del 664 a. C. La ciudad era importante puesto que controlaba las vías de comunicación entre los pueblos de la costa meridional de la isla. Según Tucídides, los siracusanos derrotaron a los atenienses aquí en el año 413 a. C.
En el tratado entre los romanos e Hierón II de Siracusa en 263 a. C. le fue asignada a este último. Después de la conquista romana, se convirtió en una civitas stipendiaria, y aún estaba prosperando en los primeros años de la era cristiana.
La antigua ciudad fue probablemente destruida por los árabes en la primera mitad del siglo IX. La nueva ciudad se construyó alrededor de un castillo normando, que ya no existe. Un terremoto en 1963 destruyó casi toda la ciudad, que poco a poco fue reconstruyéndose en los siglos siguientes.

## Economía
La economía de Palazzolo Acreide se basa principalmente en la agricultura (cereales) y la ganadería (bovina y ovina).

## Lugares de interés
La localidad forma parte del lugar Patrimonio de la Humanidad declarado por la UNESCO en 2002 denominado «Ciudades del barroco tardío de Val di Noto», en concreto con el código 1024-006.
Destacan la iglesia de San Sebastiano y la de San Paolo. La primera data del siglo XV y fue reconstruida después del siglo XVII. La segunda es una basílica del siglo XVIII.
Además pueden mencionarse:
- Iglesia de Santa Maria della Medaglia.
- Iglesia de San Michele (Siglos XV a XVI, reconstruida después de 1693). Es un típico ejemplo de «Barroco siciliano menor», con un destacado campanario cerrado por una cúpula.
- Iglesia de la Immacolata (siglo XVIII). Tiene una fachada convexa y una sola nave en el interior, con ricas decoraciones. Alberga una estatua de la Virgen, en mármol blanco de Carrara, esculpida por Francesco Laurana en 1471-1472.
- Iglesia de San Antonio (siglo XVIII), inacabada, con una fachada neo-románica.
- La Chiesa Madre («Iglesia madre»). El primer documento que atestigua su existencia data de 1215, cuando la iglesia estaba dedicada a San Nicolás. Fue ampliamente reconstruida y redecorada después del terremoto de 1693, con una fachada neoclasicista. El interior tiene planta de cruz latina, con una nave central y dos laterales decoradas con preciosos mármoles polícromos.
- La Casa Museo de Antonino Uccello. Alberga objetos y restos de la civilización campesina de Sicilia, incluyendo herramientas de trabajo, pinturas sobre vidrio, estatuas de cera y otros.
- Palazzo Cappellani, donde se encuentra el Museo Arqueológico Gabriele Judica.
- Grotto de San Conrado, una pequeña iglesia excavada en un acantilado, en el lugar donde el ermitaño Corrado Confalonieri se retiró en el siglo XIV. Quedan restos de mosaico y la base del altar.

### La ciudad antigua
La ciudad antigua está ubicada en una colina encima de la ciudad moderna. Está defendida por canteras en las que se han encontrado tumbas de todos los periodos. El auditorio del pequeño teatro está bien conservado, aunque no queda nada del escenario. Cerca están las ruinas de otros edificios, que llevan, sin justificación para ello, los nombres de Naumaquia, Odeón (quizá un establecimiento termal) y el Palacio de Hierón. El abastecimiento de agua se obtenía a través de acueductos subterráneos. En los acantilados situados del monte Pineta al sur hay otras cámaras mortuorias y curiosos bajorrelieves llamados Santoni o Santicelli, mutilados en el siglo XIX por un propietario campesino, que parece también haber estado vinculado a ceremonias fúnebres. Cerca de aquí también se encuentra la necrópolis del Acroro della Torre, donde se han encontrado muchos sarcófagos.

## Evolución demográfica
| Gráfica de evolución demográfica de Palazzolo Acreide entre 1861 y 2022 |
|                                                                         |
| Fuente: ISTAT - Elaboración gráfica de Wikipedia                        |